# Turing (microarchitecture)
Pour les articles homonymes, voir Turing.
Turing est une microarchitecture de processeur graphique développée par Nvidia pour ses cartes graphiques. Annoncée en août 2018 à la gamescom, elle succède à l'architecture Pascal. Elle a pour but d'intégrer la technique du lancer de rayon dans le processus de rendu.

## Caractéristiques principales

Die shot du GPU TU104 utilisé sur les cartes RTX 2080

Die shot du GPU TU106 utilisé sur les cartes RTX 2060

Die shot du GPU TU116 utilisé sur les cartes GTX 1660

La microarchitecture Turing combine plusieurs types de cœurs spécialisés, et permet une implémentation partielle du lancer de rayon en temps réel. Ce dernier est accéléré grâce à de nouveaux coeurs RT (ray tracing), qui sont conçus pour traiter les quadtrees et les hiérarchies sphériques, et accélérer les tests de collision avec les triangles individuels.
Principales caractéristiques :
- Coeurs CUDA (au sein des SM, Streaming Multiprocessor)
  - Compute Capability 7.5
  - shaders traditionnels rastérisés et calcul
  - exécution concurrente des opérations sur nombres entiers et nombres en virgule flottante (hérité de Volta)
- Coeurs ray tracing (RT)
  - Accélération par hiérarchie des volumes englobants[4]
  - ombrage, occlusion ambiante, éclairage, réflexions
- Coeurs Tensor (AI)
  - intelligence artificielle
  - opérations matricielles de grande taille
  - Deep Learning Super Sampling (en) (DLSS)
- Contrôleur mémoire supportant les mémoires GDDR6 et HBM2
- DisplayPort 1.4a avec Display Stream Compression (DSC) 1.2
- GPU Boost 4
- Pont NVLink avec mémoire de regroupement empilée VRAM à partir de plusieurs cartes
- Réalité virtuelle (VR) avec VirtualLink (en)
- Décodage vidéo hardware PureVideo (en) ensemble de caractéristiques "J"
- Codage vidéo hardware NVENC (en)

La mémoire GDDR6 est fournie par Samsung pour la série Quadro RTX. La série RTX 20 a été lancée avec des puces mémoire Micron, avant de basculer vers des puces Samsung en novembre 2018.

## Modèles

### Série GeForce
| Modèle              | Modèle                 | GeForce GTX 1650, | GeForce GTX 1650 Super, | GeForce GTX 1660, | GeForce GTX 1660 Super, | GeForce GTX 1660 Ti, | GeForce RTX 2060, | GeForce RTX 2060 Super, | GeForce RTX 2070, | GeForce RTX 2070 Super, | GeForce RTX 2080, | GeForce RTX 2080 Super, | GeForce RTX 2080 Ti, |
| ------------------- | ---------------------- | ----------------- | ----------------------- | ----------------- | ----------------------- | -------------------- | ----------------- | ----------------------- | ----------------- | ----------------------- | ----------------- | ----------------------- | -------------------- |
| Puce                | Finesse de gravure     | 12 nm             | 12 nm                   | 12 nm             | 12 nm                   | 12 nm                | 12 nm             | 12 nm                   | 12 nm             | 12 nm                   | 12 nm             | 12 nm                   | 12 nm                |
| Puce                | Code de la puce        | TU117-300-A1      | TU116-250-KA-A1         | TU116-300-A1      | TU116-300-A1            | TU116-400-A1         | TU106-200A-KA-A1  | TU106-410-A1            | TU106-400A-A1     | TU104-410-A1            | TU104-400A-A1     | TU104-450-A1            | TU102-300A-K1-A1     |
| Puce                | Surface de la puce     | 200 mm2           | 284 mm2                 | 284 mm2           | 284 mm2                 | 284 mm2              | 445 mm2           | 445 mm2                 | 445 mm2           | 545 mm2                 | 545 mm2           | 545 mm2                 | 754 mm2              |
| Puce                | Nombre de transistors  | 4,7 G             | 6,6 G                   | 6,6 G             | 6,6 G                   | 6,6 G                | 10,8 G            | 10,8 G                  | 10,8 G            | 13,6 G                  | 13,6 G            | 13,6 G                  | 18,6 G               |
| Fréquences          | Fréquence              | 1 485 MHz         | 1 530 MHz               | 1 530 MHz         | 1 530 MHz               | 1 500 MHz            | 1 365 MHz         | 1 470 MHz               | 1 410 MHz         | 1 605 MHz               | 1 515 MHz         | 1 650 MHz               | 1 350 MHz            |
| Fréquences          | Fréquence Boost        | 1 665 MHz         | 1 725 MHz               | 1 785 MHz         | 1 785 MHz               | 1 770 MHz            | 1 680 MHz         | 1 650 MHz               | 1 620 MHz         | 1 770 MHz               | 1 710 MHz         | 1 815 MHz               | 1 545 MHz            |
| Unités              | Nb. cœurs CUDA         | 896               | 1280                    | 1408              | 1408                    | 1536                 | 1920              | 2176                    | 2304              | 2560                    | 2944              | 3072                    | 4352                 |
| Unités              | NB. cœurs Tensor       | N/A               | N/A                     | N/A               | N/A                     | N/A                  | 240               | 272                     | 288               | 320                     | 368               | 384                     | 544                  |
| Unités              | Nb. cœurs RT           | N/A               | N/A                     | N/A               | N/A                     | N/A                  | 30                | 34                      | 36                | 40                      | 46                | 48                      | 68                   |
| Unités              | Nb. Unités de texture  | 56                | 80                      | 88                | 88                      | 96                   | 120               | 136                     | 144               | 160                     | 184               | 192                     | 272                  |
| Unités              | Nb. ROP                | 32                | 32                      | 48                | 48                      | 48                   | 48                | 64                      | 64                | 64                      | 64                | 64                      | 88                   |
| Mémoire             | Type mémoire           | GDDR5             | GDDR6                   | GDDR5             | GDDR6                   | GDDR6                | GDDR6             | GDDR6                   | GDDR6             | GDDR6                   | GDDR6             | GDDR6                   | GDDR6                |
| Mémoire             | Capacité mémoire       | 4 Go              | 4 Go                    | 6 Go              | 6 Go                    | 6 Go                 | 6 Go              | 8 Go                    | 8 Go              | 8 Go                    | 8 Go              | 8 Go                    | 11 Go                |
| Mémoire             | Bande passante mémoire | 8 GT/s            | 12 GT/s                 | 8 GT/s            | 14 GT/s                 | 12 GT/s              | 14 GT/s           | 14 GT/s                 | 14 GT/s           | 14 GT/s                 | 14 GT/s           | 15,5 GT/s               | 14 GT/s              |
| Mémoire             | Largeur du bus mémoire | 128 bits          | 128 bits                | 192 bits          | 192 bits                | 192 bits             | 192 bits          | 256 bits                | 256 bits          | 256 bits                | 256 bits          | 256 bits                | 352 bits             |
| Mémoire             | Débit mémoire          | 128 Go/s          | 192 Go/s                | 192 Go/s          | 336 Go/s                | 288 Go/s             | 336 Go/s          | 448 Go/s                | 448 Go/s          | 448 Go/s                | 448 Go/s          | 496 Go/s                | 616 Go/s             |
| Bus Interface       | Bus Interface          | PCIe 3.0 x16      | PCIe 3.0 x16            | PCIe 3.0 x16      | PCIe 3.0 x16            | PCIe 3.0 x16         | PCIe 3.0 x16      | PCIe 3.0 x16            | PCIe 3.0 x16      | PCIe 3.0 x16            | PCIe 3.0 x16      | PCIe 3.0 x16            | PCIe 3.0 x16         |
| Enveloppe thermique | Enveloppe thermique    | 75 W              | 100 W                   | 120 W             | 125 W                   | 120 W                | 160 W             | 160 W                   | 175 W             | 215 W                   | 215 W             | 250 W                   | 250 W                |
| Date de sortie      | Date de sortie         | 23 avril 2019     | 22 novembre 2019        | 14 mars 2019      | 29 octobre 2019         | 22 février 2019      | 15 janvier 2019   | 9 juillet 2019          | 17 octobre 2018   | 9 juillet 2019          | 20 septembre 2018 | 23 juillet 2019         | 27 septembre 2018    |

### Série Quadro
| Modèle              | Modèle                 | Quadro RTX 5000 | Quadro RTX 6000 | Quadro RTX 8000 |
| ------------------- | ---------------------- | --------------- | --------------- | --------------- |
| Puce                | Finesse de gravure     | 12 nm           | 12 nm           | 12 nm           |
| Puce                | Code de la puce        | TU104           | TU102           | TU102           |
| Puce                | Surface de la puce     | 545 mm2         | 754 mm2         | 754 mm2         |
| Puce                | Nombre de transistors  | 13,6 G          | 18,6 G          | 18,6 G          |
| Fréquences          | Fréquence              | 1 350 MHz       | 1 335 MHz       | 1 440 MHz       |
| Fréquences          | Fréquence Boost        | 1 730 MHz       | 1 485 MHz       | 1 635 MHz       |
| Unités              | Nb. cœurs CUDA         | 3072            | 4608            | 4608            |
| Unités              | Nb. cœurs Tensor       | 384             | 576             | 576             |
| Unités              | Nb. cœurs RT           | 48              | 72              | 72              |
| Unités              | Nb. unités de texture  | 192             | 288             | 288             |
| Unités              | Nb. ROP                | 64              | 96              | 96              |
| Mémoire             | Type mémoire           | GDRR6           | GDRR6           | GDRR6           |
| Mémoire             | Capacité mémoire       | 16 Go           | 24 Go           | 48 Go           |
| Mémoire             | Bande passante mémoire | 14 GT/s         | 14 GT/s         | 14 GT/s         |
| Mémoire             | Largeur du bus mémoire | 256 bits        | 384 bits        | 384 bits        |
| Mémoire             | Débit mémoire          | 448 Go/s        | 576 Go/s        | 672 Go/s        |
| Enveloppe thermique | Enveloppe thermique    | 200 W           | 250 W           | 250 W           |
| Date de sortie      | Date de sortie         | Fin 2018        | Fin 2018        | Fin 2018        |

### Série Tesla
Modèles T400, T600, T1000